# Battaglia di Tetuan
La battaglia di Tetuan (in arabo معركة تطوان‎?, in spagnolo Batalla de Tetuán) è stata uno scontro della guerra ispano-marocchina combattuto nel 1860 vicino a Tétouan, tra l'esercito spagnolo e le forze tribali che all'epoca costituivano l'esercito marocchino.

## Contesto
Il corpo di spedizione spagnolo, partito da Algeciras, era composto da 36 000 uomini, 65 pezzi di artiglieria e 41 navi, tra cui piroscafi, barche a vela e navi più piccole. Il generale Leopoldo O'Donnell, conte di Lucena, si occupò personalmente della spedizione che aveva l'obiettivo di prendere Tétouan, che era servita come base per le incursioni su Ceuta e Melilla.

## Battaglia
Le ostilità tra le truppe marocchine e quelle spagnole iniziarono il 17 dicembre 1859 e, dopo una serie di scontri, il 1º gennaio 1860 il conte di Reus avanzò verso il porto di Guad al Gelu, mentre la colonna del marchese di Torreblanca e la Marina reale spagnola ne sorvegliavano il fianco. Gli scontri continuarono fino al 31 gennaio 1860, quando venne bloccata una grande offensiva marocchina.
Leopoldo O'Donnell iniziò quindi una marcia verso Tétouan con forze composte da volontari catalani e sostenuto da un fuoco di copertura che inflisse pesanti perdite alle truppe marocchine. Le truppe ripararono quindi nella città che però cadde il 6 febbraio 1860.

## Conseguenze
La presa di Tétouan impedì ulteriori attacchi a Ceuta e Melilla da parte delle forze marocchine e Leopoldo O'Donnell poté tornare in Spagna con le sue truppe. In attesa che si organizzasse l'ingresso trionfale a Madrid, le truppe si accamparono in un punto a nord della capitale, che oggi è diventato un quartiere della capitale noto come Tetuán.

## La battaglia di Tetuan nell'arte
Oltre che nel famoso dipinto di Mariano Fortuny, la battaglia è rappresentata anche in un dipinto di Salvador Dalì che omaggia Fortuny.